# Vigny (Moselle)
Vigny település Franciaországban, Moselle megyében. Lakosainak száma 386 fő (2022. január 1.). Vigny Buchy, Goin, Liéhon, Pagny-lès-Goin, Saint-Jure, Secourt és Solgne községekkel határos.

## Népesség
A település népessége az elmúlt években az alábbi módon változott:
| Lakosok száma | 328  | 346  | 352  | 366  | 370  | 377  | 383  | 389  | 386  |
|               | 2013 | 2015 | 2016 | 2017 | 2018 | 2019 | 2020 | 2021 | 2022 |